# Axel Meyer-Wölden
Axel Meyer-Wölden (* 2. Juni 1941 in München; † 18. August 1997 ebenda) war ein deutscher Rechtsanwalt und Sportmanager.

## Leben
Axel Meyer-Wölden wurde als Sohn des Kaufmanns und Handelsvertreters Franz Heinz Meyer-Wölden und dessen Frau Blanche, geb. Marteau (1919–1964), in München geboren. Sein Vater stammte aus Würzburg und war während des Zweiten Weltkrieges Offizier der SS (letzter Rang: SS-Sturmbannführer); sein Großvater mütterlicherseits war der deutsch-französische Geiger, Komponist und Generalmusikdirektor Henri Marteau (1874–1934).
Meyer-Wölden wuchs in Feldkirchen bei München auf, wo er von 1947 bis 1951 die Volksschule besuchte. Nach dem Abitur am humanistischen Gymnasium in Windsbach (Mittelfranken) im Juni 1961 studierte er Rechtswissenschaft und Betriebswirtschaftslehre an der Ludwig-Maximilians-Universität München und der Julius-Maximilians-Universität Würzburg. Im Dezember 1965 bestand Meyer-Wölden in Würzburg die erste juristische Staatsprüfung, war seit Januar 1966 Rechtsreferendar im Bezirk des Oberlandesgerichts München. 1968 wurde Meyer-Wölden in Würzburg bei Günther Küchenhoff mit einer Arbeit über Die Reinheitsgebote im Lebensmittelrecht zum Dr. jur. promoviert.
Nach der Promotion ließ sich Meyer-Wölden als Rechtsanwalt in München nieder und vertrat zunächst vor allem Künstler wie Placido Domingo, Peter Maffay, Gunter Gabriel oder Marlene Dietrich. Bekannt wurde er als Vertreter der deutschen Tennisprofis Steffi Graf und Boris Becker. Er war zudem im Rechtehandel aktiv, gewann 1991 für die Agentur ISPR einen Rechtsstreit über die Übertragungsrechte der Fußball-Bundesliga und erfand mit seiner Internationalen Sportmarketing GmbH das Münchner Tennisturnier Grand Slam Cup.
Meyer-Wölden starb 1997 an Leberkrebs. Er war mit der Sängerin Antonella Meyer-Wölden verheiratet. Alessandra Meyer-Wölden ist seine Tochter.

## Schriften
- Die Reinheitsgebote im Lebensmittelrecht. (Würzburg, Univ., Diss., 1968).